# Сага о људима са Пешчане обале
Сага о људима са Пешчане обале или Сага о људима из Ејрија (исл. Eyrbyggja saga) једна је од средњовековних исландских сага из циклуса Сага о Исланђанима. Написана је током XIII века (вероватно у периоду између 1221. и 1235) од стране непознатог аутора. Оригинални спис је сачуван у тек неколико фрагмената, али је садржај саге сачуван у неколико манускрипти из XIV века.  
Сага описује сукобе између становника три насеља на полуострву Снајвелснес на западу Исланда у периоду између 979. и 1008. године. Централне фигуре саге су локалне старешине Снори Годи и Арнкел Годи и њихове борбе за превласт. Представља значајан извор информација везано за историјска дешавања на том подручју, а садржи и значајне описе фолклорног живота тог времена, детаљно описујући старе обреде и ритуале и паганска веровања. У неколико сегмената помиње и путовања на Гренланд и Винланд (нордијске колоније у Северној Америци). У саги се такође показује и прелазак са паганских веровања на хришћанство у периоду од свега двадесетак година. 